# Daiichi Sankyo
Daiichi-Sankyo Co., Limited (第一三共株式会社, Daiichi-Sankyō Kabushiki-gaisha) (TSE : 4568) est un groupe pharmaceutique mondial, basé à Tokyo (Japon), avec une présence dans plus de 50 pays. Daiichi-Sankyo est la 3ème plus grande société pharmaceutique au Japon, et figure parmi les 20 laboratoires pharmaceutiques les plus importants au monde.
Depuis plus de 100 ans, Daiichi-Sankyo Co., Ltd. se consacre au développement et à la commercialisation de traitements thérapeutiques de pointe pour répondre aux besoins médicaux non satisfaits et améliorer la santé et le bien-être des individus. En 2006, Daiichi-Sankyo Co., Ltd. développe davantage ses activités et investissements en oncologie. En 2014, Daiichi-Sankyo revend sa filiale indienne Ranbaxy au groupe Sun Pharmaceutical du milliardaire Dilip Shanghvi pour 4 milliards de dollars, puis rachète Ambit Biosciences, laboratoire spécialisé en solutions oncologiques, pour 410 millions de dollars.
Les employés de la filiale française de Daiichi-Sankyo ont recruté en 2016 le fils du président François Hollande, l'avocat Thomas Hollande, lorsque le groupe menaça de supprimer 284 postes dans l'hexagone.
En 2019, AstraZeneca signe un contrat de 6,9 milliards de dollars avec Daiichi-Sankyo pour obtenir les droits de distribution/commercialisation du nouveau traitement anti-cancer Enhertu (trastuzumab deruxtecan) développé par la firme japonaise.

## Actionnaires
| Nom                                                  | %     |
| ---------------------------------------------------- | ----- |
| Daiichi-Sankyo Company, Limited                      | 8.59% |
| Capital Research & Management Co. (World Investors)  | 6.96% |
| Nippon Life Insurance Co.                            | 5.05% |
| Capital Research & Management Co. (Global Investors) | 4.55% |
| Nomura Asset Management Co., Ltd.                    | 4.01% |
| The Vanguard Group, Inc.                             | 2.55% |
| Mizuho Bank Pension Fund                             | 2.03% |
| Daiwa Asset Management Co. Ltd.                      | 1.89% |
| Nikko Asset Management Co., Ltd.                     | 1.70% |
| The Shizuoka Bank, Ltd.                              | 1.61% |

## Critiques
En 2017, aux États-Unis, Daiichi-Sankyo accepte de payer 300 millions de dollars pour dédommager des milliers de patients ayant contracté des maladies gastro-intestinales après avoir utilisé le traitement Benicar de la firme japonaise.